# Trycherus hydroporoides
Trycherus hydroporoides es una especie de coleóptero de la familia Endomychidae.

## Distribución geográfica
Habita en Senegal.